# Mandy (låt)
Mandy, ursprungstitel Brandy, är en låt skriven av Scott English och Richard Kerr. Under titeln Brandy hade English en hit med den i Storbritannien 1971, och Bunny Walters i Nya Zeeland 1972.
Mer känd blev dock Barry Manilows version från 1974, som fick titeln Mandy för att undvika sammanblandning med Looking Glass låt Brandy (You're a Fine Girl) från 1972.
2003 släppte pojkbandet Westlife sin version av låten, som blev gruppens sextonde officiella singel.
Enligt filmen Alla var där handlar låten om en hund, men detta finns det dock ingen sanning i.